# Chișcădaga, Hunedoara
Chișcădaga (în maghiară Kecskedága) este un sat în comuna Șoimuș din județul Hunedoara, Transilvania, România.

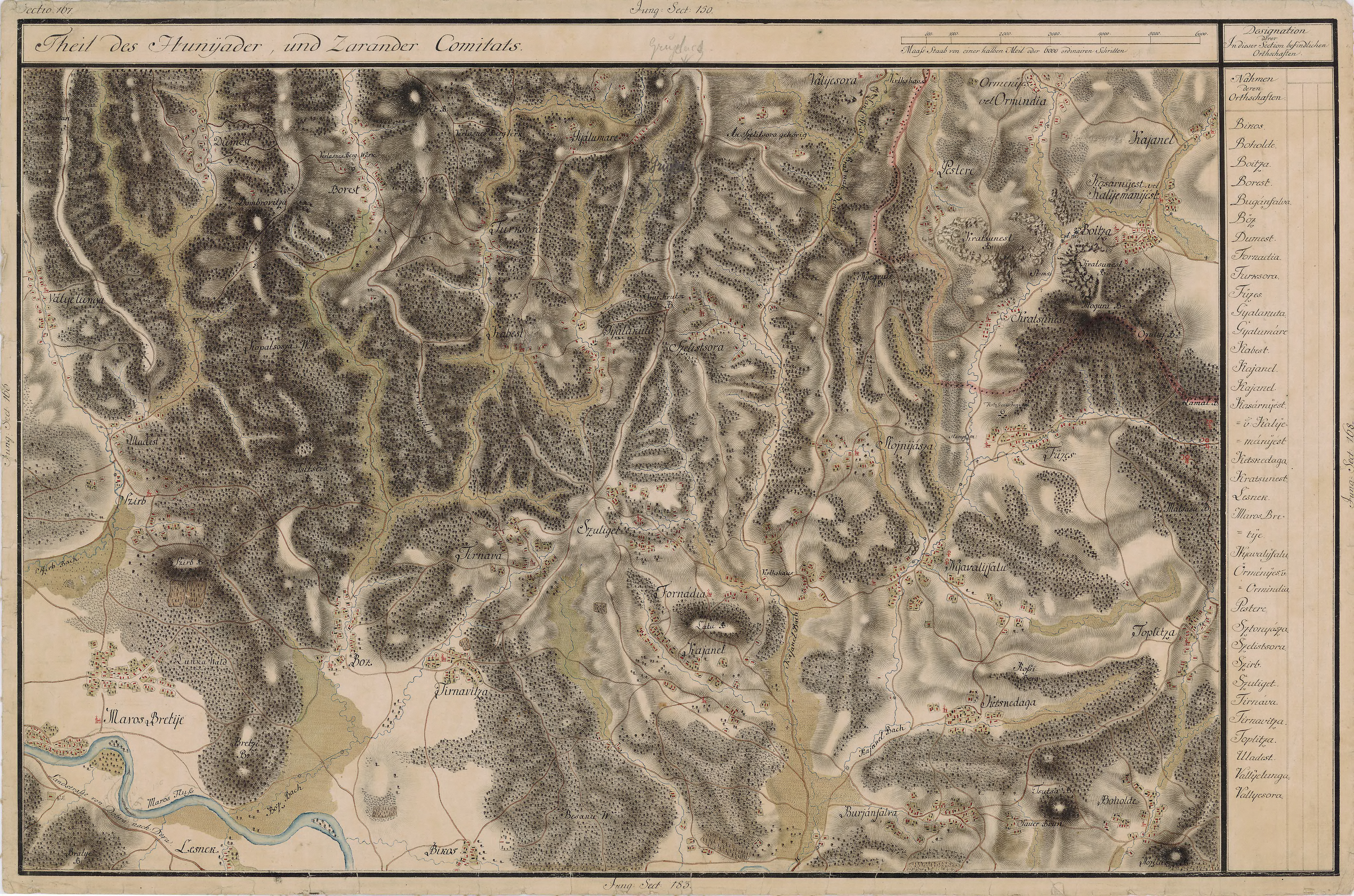
Chișcădaga în Harta Iosefină a Transilvaniei, 1769-1773